# Łuk Tyberiusza w Orange
Łuk Tyberiusza w Orange – rzymski łuk triumfalny znajdujący się w mieście Orange (starożytne Arausio) w departamencie Vaucluse w południowej Francji. Od 1840 roku posiada status monument historique, w kategorii classé (zabytek o znaczeniu krajowym).
Budowla została wzniesiona najprawdopodobniej pomiędzy 20 a 26 rokiem n.e. na pamiątkę zwycięstw cesarza Tyberiusza nad Germanami i Galami. Jest to najstarszy zachowany rzymski łuk trójprzelotowy. Budowla ma wysokość 18,8 m. Jej szczyt pierwotnie wieńczyła prawdopodobnie, niezachowana do czasów dzisiejszych, grupa rzeźbiarska. Attyki łuku zdobią reliefy przedstawiające sceny walk Rzymian z barbarzyńcami, ułożony w stosy zdobyczny oręż oraz pojmanych Galów przykutych do tropajonów.
W XIII wieku, za panowania księcia Raymonda de Baux, łuk został włączony w obręb murów miejskich Orange. Obwarowania te zostały rozebrane w 1721 roku, zaś sam łuk poddano w XIX i XX wieku pracom restauratorskim.